# منتخب إيران تحت 19 سنة لكرة السلة للرجال
منتخب إيران تحت 19 سنة لكرة السلة للرجال  هو ممثل إيران الرسمي في المنافسات الدولية في كرة السلة  تحت 19 سنة.